# Calcofilita
La calcofilita es un mineral arseniato incluido en la clase de los minerales fosfatos. Fue descubierta en 1847 en una mina del distrito de Freiberg (Alemania), siendo nombrada del griego calcos (cobre) y phullon (hoja), en alusión a la composición, que contiene cobre, y el hábito tabular de los cristales. Sinónimos poco usados son: chalkophyllita o mica-cúprica.

## Características químicas
Relacionado con la barrotita, aunque diferente a ella. Por su aspecto puede ser confundido con la spangolita. Puede alterarse a crisocola. Cristaliza en el sistema cristalino hexagonal, escalenoédrico.

## Formación y yacimientos
Aparece como un raro mineral secundario en la zona de oxidación de algunos depósitos polimetálicos de formación hidrotermal asociados al arsénico, donde puede encontrarse parcialmente deshidratado.
Suele encontrarse asociado a otros minerales como: azurita, malaquita, brochantita, crisocola, spangolita, connellita, cuprita, cianotriquita, strashimirita, parnauíta, lavendulana, cornubita, langita, clinoclasa, farmacosiderita o mansfieldita.

## Usos
Puede ser extraída como mena del cobre al estar asociada a varios minerales de este metal.